# August Sipsakas
August Sipsakas (ur. 20 marca 1903 w Narwie, zm. 3 czerwca 1975 w Tallinnie) – estoński działacz komunistyczny, polityk Estońskiej SRR.

## Życiorys
W 1920 został członkiem RKP(b). Od 1921 do 1924 studiował w Estońskim Instytucie Pedagogicznym (nie ukończył studiów), w 1924 wyjechał do ZSRR i został kierownikiem estońskiej sekcji Syberyjskiego Krajowego Komitetu Komsomołu. Od 1925 do 1930 kierował działem ekonomii politycznej Leningradzkiej Wyższej Szkoły Partyjnej, w 1930 został adiunktem Leningradzkiego Instytutu Mechaniki Precyzyjnej i Optyki, a w 1932 adiunktem Leningradzkiego Instytutu Industrialnego. Od 1934 do 1937 studiował na aspiranturze Instytutu Czerwonej Profesury (nie ukończył), 1937-1938 pracował w Zaocznej Szkole Partyjnej WKP(b), we wrześniu 1940 wszedł w skład kolegium redakcyjnego gazety "Kommunist". Od 10 maja 1941 do 10 lipca 1942 był sekretarzem KC Komunistycznej Partii (bolszewików) Estonii ds. propagandy i agitacji, potem komisarzem 7 Estońskiej Dywizji Piechoty, w 1945 objął kierownictwo działu marksizmu-leninizmu Tallińskiego Instytutu Politechnicznego, od lutego 1946 do września 1953 był dziekanem Wydziału Ekonomii Politycznej tego instytutu, następnie przeszedł na emeryturę.